# تمشک سنگی
تمشک سنگی (نام علمی: Rubus saxatilis)، گونه‌ای از تمشک است که از اروپا و آسیا تا ایسلند و شرق اسپانیا و چین گسترده شده است. این گیاه در گرینلند هم دیده شده است.ساقه های سبز ۲۰ الی ۶۰ سانتی متر ارتفاع دارند و از خارهای بسیار ریز شبیه سوزن  پوشیده شده اند ، و برگ‌ها معمولاً از سه برگچه کوچک ترکیب یافته‌اند.میوه کروی به رنگ قرمز است و قطرش یک الی یک ونیم سانتی‌متر است.،و دانه‌های بزرگی دارد.

## توصیف
تمشک سنگی گیاهی پایا با ساقه‌های دوساله است که بعد از میوه دادن در دومین سال از بین می‌روند.ساقه‌ها ریشه‌های هوایی درازی  را در نوک خود برای ایجاد گیاهان جدید تولید می‌ کنند.ساقه‌ها زبر  هستند و خارهای کوچک زیادی دارند.